# Green Jellÿ
Green Jellÿ (udtalt "green jello") er et amerikansk comedy rockband, der blev dannet i 1981. Oprindeligt hed det Green Jellö, men bandet skiftede navn efter juridisk pres fra Kraft Foods, der ejer varemærket Jell-O, og som påberåbte sig krænkelse af deres varemærke.
 På trods af staveforskellen udtales det gamle og det nye navn ens.
De er kendt for deres college-humor, teatralske optrædener og grove musik. Bandet har haft hundredvis af medlemmer siden begyndelsen, og forsangeren Bill Manspeaker er det eneste gennemgående medlem.
I begyndelsen af 1990 inkluderede medlemmerne trommeslageren Danny Carey, der senere blev trommeslager i Tool. Deres største hit har været singlen "Three Little Pigs" fra 1992, som er taget fra en børnesang.

## Diskografi

### Albums
- 1989: Triple Live Möther Gööse at Budokan
- 1992: Cereal Killer
- 1993: Cereal Killer Soundtrack
- 1994: 333
- 2009: Musick to Insult Your Intelligence By

### EP'er
- 1984: Let It Be
- 1992: Green Jellö SUXX
- 1993: Three Little Pigs – The Remixes
- 2018:  Let It Be  (2018 Re-Release)

### Singler
- 1992: "Three Little Pigs"
- 1993: "Anarchy in the UK"
- 1993: "Electric Harley House (Of Love)"
- 1993: "I'm the Leader of the Gang (I Am)"
- 1993: "House Me Teenage Rave"
- 1993: "Three Little Pigs" (1993 re-release)
- 1994: "The Bear Song"
- 1994: "Slave Boy"
- 1994: "Maximum Carnage"
- 2017: "Three Little Pigs - Live"
- 2017: "FR3TÖ F33T"
- 2017: "La Foca Ramona"
- 2017: "Khaos: Destroyer Of The Universe"
- 2017: "Trumpty Dumpty"
- 2018: "Marty the Weirdo"
- 2018: "Anarchy In Mexico City"
- 2018: "Green Jellÿ Xmas"
- 2019: "Electric Harley House (Of Love) (Re-Recording)"
- 2019: "Silence Of The Sponge"

### Videoer
- 1993: "Cereal Killer"
- 1994: "333"
- 2016: "Green Jellö Suxx Livë"
- 2018: "Green Jelly Xmas"
- 2019: "Silence Of The Sponge"